# Coudeville-sur-Mer
Coudeville-sur-Mer ist eine französische Gemeinde mit 873 Einwohnern (Stand: 1. Januar 2022) im  Département Manche in der Region Normandie. Sie gehört zum Arrondissement Avranches und zum Kanton Bréhal. Sie liegt auf der Halbinsel Cotentin und grenzt im Nordwesten an den Ärmelkanal. Nachbargemeinden sind Bréhal im Nordwesten, Chanteloup im Nordosten, Hudimesnil im Osten, Saint-Jean-des-Champs im Südosten, Saint-Planchers und Anctoville-sur-Boscq im Süden, Longueville im Südwesten und Bréville-sur-Mer im Westen.

## Weblinks

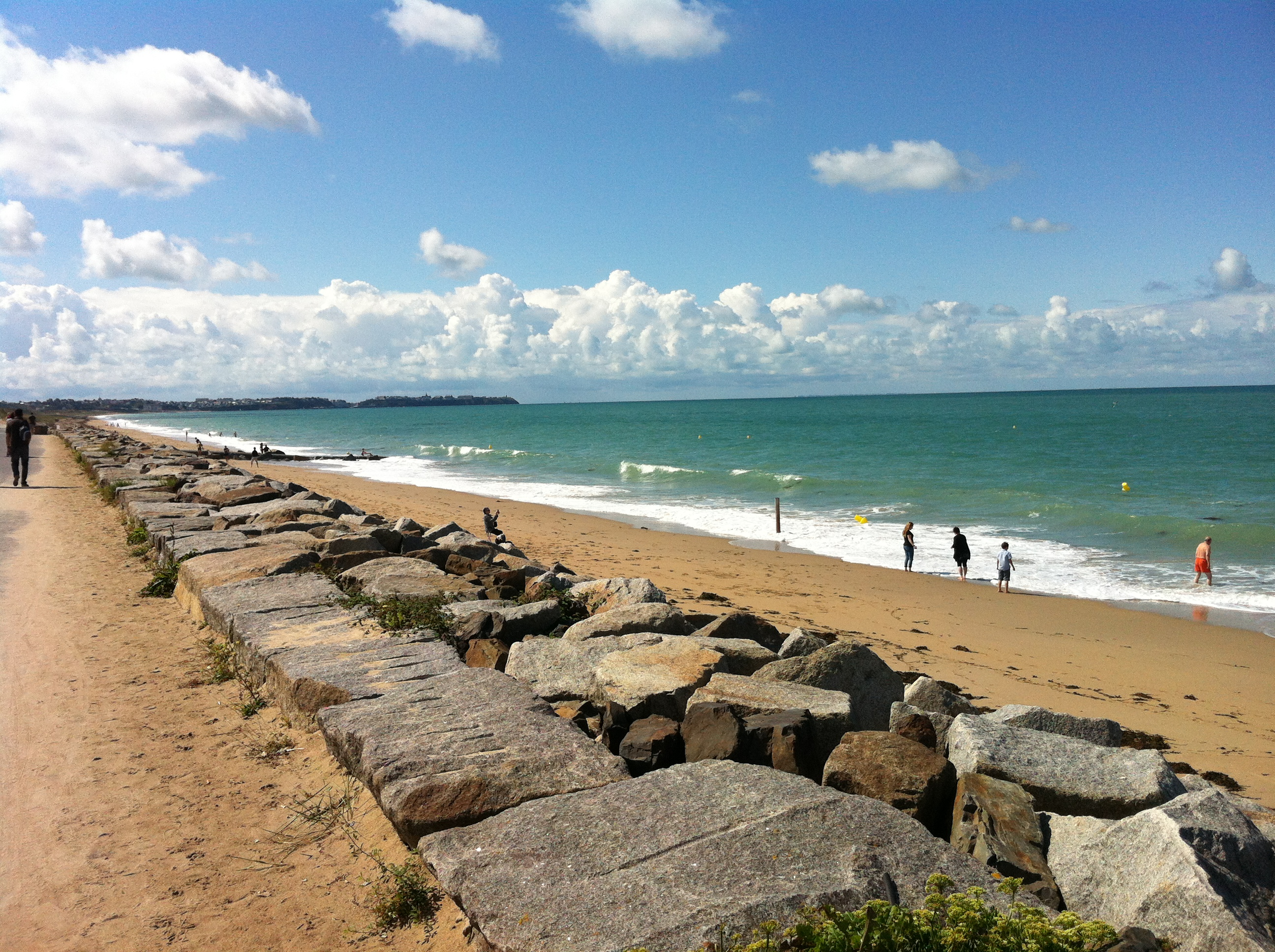
Strandabschnitt in Coudeville-Plage

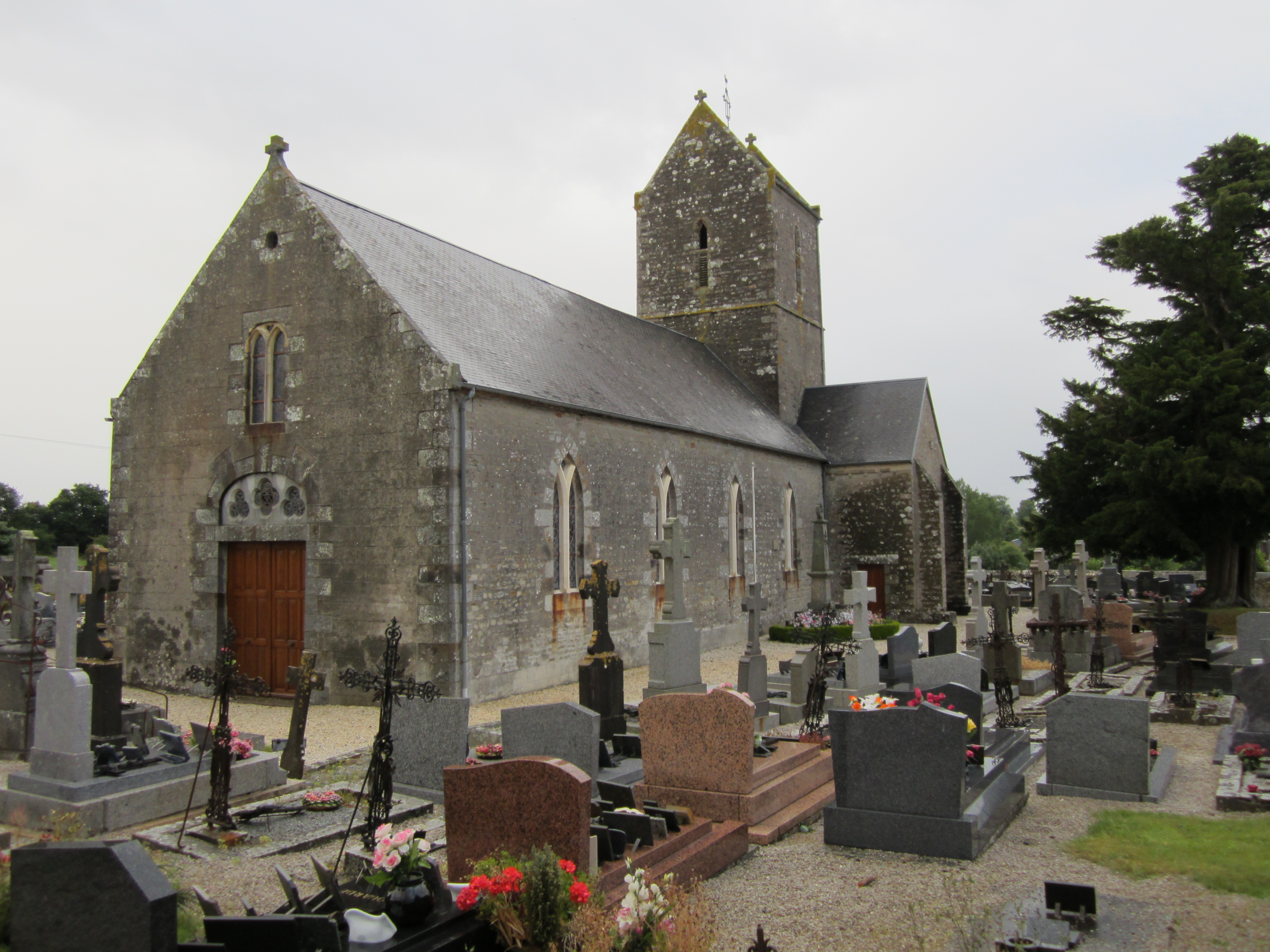
Kirche Saint-Georges

## Bevölkerungsentwicklung
| Jahr      | 1962 | 1968 | 1975 | 1982 | 1990 | 1999 | 2008 | 2015 |
| --------- | ---- | ---- | ---- | ---- | ---- | ---- | ---- | ---- |
| Einwohner | 477  | 507  | 464  | 546  | 724  | 739  | 814  | 859  |